# Comment trouvez-vous ma soeur?
Comment trouvez-vous ma soeur? (en francés: «¿Cómo te gusta mi hermana?») es una película de comedia francesa de 1964 dirigida por Michel Boisrond y protagonizada por France Anglade, Jacqueline Maillan y Claude Rich.
Los decorados de la película fueron diseñados por el director de arte Jean Mandaroux.

## Sinopsis
La hermana mayor de una colegiala que enfrenta expulsión intenta sacarla de sus problemas haciéndose pasar por su madre. Sin embargo, luego se enamora del maestro.

## Reparto
- France Anglade como Cécile.
- Jacqueline Maillan como Charlotte Varangeot.
- Claude Rich como François Lorin.
- Michel Serrault como Varangeot.
- Dany Robin como Martine Jolivet.
- Jacques Charon como Jolivet.
- Eddie Constantine como Eddie.

## Producción
El rodaje tuvo lugar del 12 de junio al 27 de julio de 1963. La canción que da título a la película fue escrita por Serge Gainsbourg y fue lanzada en febrero de 1964 por Philips.